# Michael Krieter
Michael Krieter, né le 21 août 1963 à Northeim, est un ancien joueur allemand de handball, évoluant au poste de gardien de but.

## Palmarès

### Club
Compétitions internationales
- Vainqueur de la Coupe de l'EHF (1) : 1998

Compétitions nationales
- Vainqueur du Championnat d'Allemagne (4) : 1994, 1995, 1996, 1998
  - Vice-champion d'Allemagne en 1992
- Vainqueur de la Coupe d'Allemagne (1) : 1998
- Vainqueur de la Supercoupe d'Allemagne (1) : 1995

### Sélection nationale
- - 10e place aux Jeux olympiques 1992